# ラファエラ・デ・ラウレンティス
ラファエラ・デ・ラウレンティス（Raffaella De Laurentiis, 1954年6月28日 - ）は、イタリアの映画プロデューサー。

## 来歴
父はイタリアの映画プロデューサー、ディノ・デ・ラウレンティス、母親はイタリアを代表する女優のシルヴァーナ・マンガーノ。姉のヴェロニカは女優・作家、従兄弟に映画プロデューサーでサッカークラブ・SSCナポリの会長でもあるアウレリオ・デ・ラウレンティスがいる。また姪のジャーダ・デ・ラウレンティスはアメリカを代表するイタリア料理研究家であり、姪が司会を務める料理番組でも「ラフィー」の愛称でしばしばゲスト出演している。
アーノルド・シュワルツェネッガー主演の『コナン・ザ・グレート』シリーズなど、SF映画・アクション映画のプロデュースが多い。

## 主な作品
- コナン・ザ・グレート Conan the Barbarian (1982)
- キング・オブ・デストロイヤー/コナンPART2 Conan the Destroyer (1984)
- デューン/砂の惑星 Dune (1984)
- タイパン Tai-Pan (1986)
- プランサー Prancer (1989)
- バックドラフト Backdraft (1991) 製作総指揮
- タイムボンバー Timebomb (1991)
- ドラゴン/ブルース・リー物語 Dragon: The Bruce Lee Story (1993)
- マミー・マーケット Trading Mom (1993)
- ドラゴンハート Dragonheart (1996)
- デイライト Daylight (1996) 製作総指揮
- ザ・コンクエスト Kull the Conqueror (1997)
- ブラック・ドッグ Black Dog (1998)
- UPRISING アップライジング Uprising (2001)
- スカイキャプテン ワールド・オブ・トゥモロー Sky Captain and the World of Tomorrow (2004) 製作総指揮
- ドラゴン・キングダム The Forbidden Kingdom (2008) 製作総指揮
- セブン・シスターズ What Happened to Monday (2017)
- バックドラフト2/ファイア・チェイサー Backdraft 2 (2019)